# 横浜市立洋光台第二中学校
横浜市立洋光台第二中学校（よこはましりつ ようこうだいだいにちゅうがっこう、英:Yokodai Daini Junior High School）は、神奈川県横浜市磯子区洋光台6丁目41番1号に所在する公立中学校。通称は洋二中（ようにちゅう）。

## 沿革
- 1975年度（昭和50年度）
  - 6月 校地整備完了
  - 8月 洋光台第一中学校第二方面校として着工
- 1976年度（昭和51年度）
  - 3月 校舎竣工、体育館竣工
  - 4月 開校
  - 10月 校章制定、太陽祭開催（以降毎年）
  - 12月 スキー訓練（～昭和５３年度）
  - 1月 書写展（以降毎年）
- 1977年度（昭和52年度）
  - 7月 新聞コンクール（以降毎年）
  - 10月 プール完成
- 1978年度（昭和53年度）
  - 4月 防球ネット完成
  - 9月 水泳大会（～平成元年度）
  - 9月 合唱コンクール（以降毎年）
- 1979年度（昭和54年度）
  - 4月 体育館付帯施設完成
  - 5月 校庭整地、校旗制定
  - 6月 2年野外教室（～平成2年度）
  - 1月 マラソン大会
- 1980年度（昭和55年度）
  - 8月 スプリンクラー設置
  - 1月 校歌制定
- 1982年度（昭和57年度）
  - 7月 金工・木工室完成
- 1984年度（昭和59年度）
  - 7月 カラーテレビ全教室へ設置
- 1985年度（昭和60年度）
  - 7月 機械警備開始
- 1986年度（昭和61年度）
  - 7月 校庭植栽整備
  - 11月 創立10周年記念事業実施
- 1989年度（平成元年度）
  - 5月 視聴覚教室完成
  - 9月 玄関ポーチ完成
  - 3月 格技場完成
- 1991年度（平成3年度）
  - 6月 2年自然教室車山高原で実施（～平成6年度）
  - 3月 コンピュータ室完成
- 1992年度（平成4年度）
  - 4月 AET（英語指導助手）配置
- 1994年度（平成6年度）
  - 11月 理科室全面改修工事
- 1995年度（平成7年度）
  - 6月 2年自然教室湯の丸高原で実施（～平成12年度）
  - 6月 PTA活動に対し、横浜市長より感謝状贈呈
  - 11月 創立20周年記念事業実施
- 1997年度（平成9年度）
  - 4月 個別支援学級開設
- 2001年度（平成13年度）
  - 4月 学校ホームページ開設
  - 6月 2年自然教室猿ヶ京で実施（～不明）
- 2002年度（平成14年度）
  - 4月 スクールカウンセラー配置
  - 8月 個別支援学級、美術室、金工・木工室移設
  - 9月 太陽祭体育の部が体育祭へ移行
  - 10月 太陽祭文化の部が文化祭へ移行（合唱コンクール実施）
- 2003年度（平成15年度）
  - 8月 B棟耐震工事
  - 3月 A棟トイレ自動水洗式、乾式床に全面改修完成
  - 3月 防犯カメラ設置
  - 3月 スクールカウンセラー室設置
- 2004年度（平成16年度）
  - 11月 ネットデイ実施（校内LAN整備）
- 2005年度（平成17年度）
  - 8月 体育館床工事
  - 11月 創立30周年記念行事実施
- 2007年度（平成19年度）
  - 3月 A棟耐震工事、校庭整備
- 2008年度（平成20年度）
  - 10月 横浜市優良PTA受賞
- 2009年度（平成21年度）
  - 2月 体育館耐震補強工事
  - 3月 ICT補正事業大画面テレビ設置
- 2010年度（平成22年度）
  - 5月 太陽光発電システム設置
- 2011年度（平成23年度）
  - 10月 エレベーター設置
- 2012年度（平成24年度）
  - 10月 A棟耐震補強工事、外壁塗装工事
- 2013年度（平成25年度）
  - 8月 普通教室空調設備設置
  - 3月 校庭植栽整備、職員室等ICT環境整備
- 2014年度（平成26年度）
  - 4月 学校司書配置、図書室整備
  - 8月 格技場天井落下防止工事
  - 3月 校庭植栽整備、特別教室整備
- 2015年度（平成27年度）
  - 11月 創立40周年記念事業実施
- 2023年度（令和5年度）
  - 4月 ボランティア部誕生[2][3]
  - 1月 能登半島地震の被災地支援を目的とした街頭募金を行う[4]
- 2025年度（令和7年度）
  - 4月 創立50周年

## 部活動
運動部
- サッカー部
- バスケットボール部
- 野球部
- 陸上競技部
- バレーボール部
- 卓球部

文化部
- 美術部
- 木琴部
- 演劇部

## 行事
- 横浜見学（1年生）[6]
- 自然教室（2年生）[7]
- 修学旅行（3年生）[8]
- 体育祭 [9]
- 文化祭・合唱コンクール [10]

## 学校教育目標
洋々たる未来を 　光り輝いて生きる力の 　土台をつくります 

## 学区
- 洋光台（四丁目、洋光台五丁目1番～14番、六丁目）
- 峰町（全域）

学区内の学校
- 横浜市立洋光台第二小学校
- 横浜市立洋光台第四小学校

## 著名な出身者
- 朝比奈あずさ - 女子バスケットボール選手

## アクセス
- JR根岸線洋光台駅下車徒歩11分